# Glasriket
Glasriket (Říše skla) je region ve Švédsku. Zahrnuje oblast Smålandu okolo města Nybro, kde se již od sedmnáctého století vyrábí křišťálové sklo. V zachovaných historických sklářských hutích se předvádí ruční foukání skla a návštěva Glasriketu patří k nejvyhledávanějším turistickým atrakcím na jihovýchodě Švédska. Nejstarší místní sklárnou je Kosta Boda založená roku 1742. V Pukebergu se nachází mezinárodní sklářská škola. Z tohoto kraje pochází umělecký soubor Cirkus i Glasriket, jehož představení jsou inspirována prací sklářů.

## Seznam skláren
- Målerås Glasbruk
- Kosta Glasbruk
- Orrefors Glasbruk
- Sea Glasbruk
- Nybro Glasbruk
- Sandviks Glasbruk
- Bergdala Glasbruk
- Rosdala Glasbruk
- Johansfors Glasbruk
- Lindshammars Glasbruk
- Strömbergshyttan
- Pukeberg Glassbruk
- Boda Glasbruk
- Åfors Glasbruk
- Transjö hytta